# Вулиця Георгіївська
Вулиця Гео́ргіївська — відносно коротка вулиця в історичному центрі міста Маріуполь, де розташовані три місцеві музеї.

## Загальні відомості
Вулиця Георгіївська простягається в напрямку схід-захід і розташована в Центральному районі міста. Від центральної вулиці міста (колишня Катерининська, нині проспект Миру) розташована у бік півдня та морського узбережжя. Перетинається з проспектом Металургів, вулицями Архітектора Нільсена, Архипа Куїнджі, Грецькою, Торговою та Земською.
Оскільки забудова йшла від тодішнього центру (знизу), то чим далі до нинішнього центру, тим більше зростає висотність будинків. Вулицею не ходить жоден із видів громадського транспорту. На ділянці від проспекту Металургів до вулиці Архітектора Нільсена закритий рух для автотранспорту, через те, що тут розташоване Головне управління СБУ в Донецькій області.

## Історія
За часів СРСР була перейменована на вулицю 1 травня. Історична назва вулиці була повернена.
Розташування в історичному центрі міста відбилося на її старовинній забудові кінця ХІХ — початку ХХ століття. Окрім того вулиця Георгіївська мала історичну бруківку, вкриту поверху асфальтом на початку ХХІ століття. Вулиця починається біля колишньої Швейної фабрики і закінчується, впершись у проспект Металургів, де починається нова ділянка розпланування міста.

## Історичні будівлі

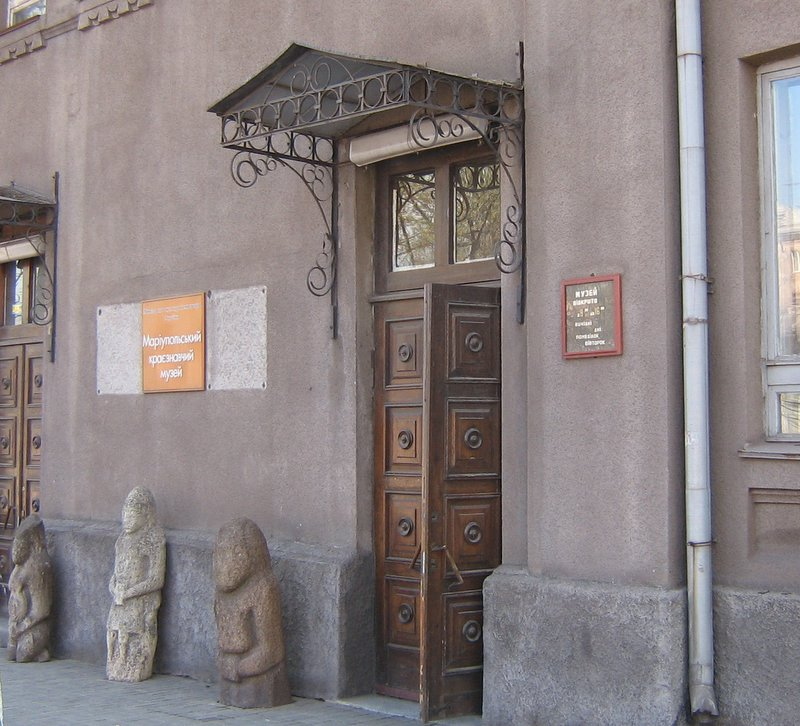
Маріупольський краєзнавчий музей

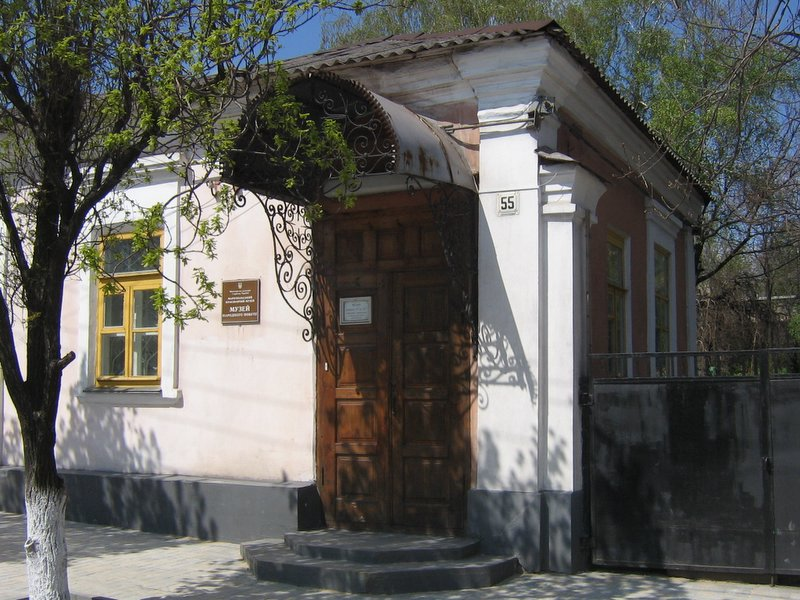
Музей народного побуту

- Хоральна синагога (вул. Георгіївська, 18) — одна із найстаріших споруд міста, збудована 1882 року. За часів СРСР — старий корпус медичного училища. Нині знаходжиться у аварійному стані.
- Маріупольський краєзнавчий музей (вул. Георгіївська, 20) — історична споруда доби сецесії. Заснований 6 лютого 1920 року. Має сім експозиційних залів, наукову бібліотеку, фонд якої становлять 17 тисяч книг. У його фондах зберігається понад 53 тисячі експонатів, у тому числі речові, образотворчі, письмові (рукописні та друковані), нумізматичні, археологічні, фотодокументальні, природні та інші.
- Музей народного побуту (вул. Георгіївська, 55). Відкритий у 1989 році. Експозиція музею розповідає про особливості повсякденного життя представників різних національностей, які заселили територію Приазов'я з кінця XVIII століття — українців, росіян, греків, євреїв, німців, а також про їх господарську діяльність, культуру.
- Художній музей імені Куїнджі (вул. Георгіївська, 58) — історична споруда доби сецесії. Колишній власник Гіацинтов Василь Іванович.

Маріупольський краєзнавчий музей довго не мав значної художньої збірки. За часів СРСР у 1973 р. відбулася 1-ша республіканська пейзажна виставка «Меморіал Куїнджі». Була створена комісія, що відібрала частину творів із виставки і передала її в краєзнавчий музей.
Частину власних творів музею передав художник Арнаутов Віктор Михайлович (1896—1979), що довго працював у США і був деякий час працівником мексиканського художника Дієго Рівера. У фондах музею твори майстрів Росії і України 20 століття, серед яких:
- погруддя Куїнджі (скульптор Беклемішев Володимир Олександрович, 1861—1920)
- твори скульпторів доби СРСР
- графіка (невелика кількість творів ХІХ-ХХ століть, екслібрис тощо)
- Яблонська Тетяна Нилівна (1917—2005)
- Глущенко Микола Петрович (1901—1977)
- Бендрик Микола Кузьмич (1914—1993)
- Андрій Коцка
- Сергій Шишко
- Михайло Дерегус
- Микола Хан
- Іван Марчук
- Юрій Злидень
- Федір Захаров
- Яків Басов
- Ернест Контратович
- Олексій Костюченко
- твори місцевих художників (Московченко Григорій Савелійович (1916—1995), Кузьмінков Лель Миколайович (1925—2012), Кофанов Віктор Іванович (нар. 1941), Константинов Валентин Костянтинович, Шпак Олександр Гранатович (нар. 1959), Марковський Сергій, Кот Петро Олексійович тощо).

Ці твори і стануть базою для створення постійної експозиції художнього музею з додачею зразків декоративно-ужиткового мистецтва (кераміка, невелика збірка порцеляни, рушники, мереживо, меблі доби сецесії).
З нагоди відкриття художнього музею створена тимчасова експозиція, де репрезентовані комп'ютерні копії на полотні картин А. І. Куїнджі та історичні пам'ятки ХІХ та ХХ століть (металева купель із колишньої церкви Різдва Пресвятої Богородиці, Євангеліє кінця ХІХ століття, зразки текстилю, фото Куїнджі і копії його листів, портрет самого Куїнджі пензля його учня Г. О. Калмикова тощо). Серед новітніх творів мистецтва — медальєрне мистецтвомісцевих майстрів (твори В. Узбека, Ю. Шевякова та ін.). Відомий український медальєр Харабет Юхим Вікторович має власну експозицію творів при сучасному центрі мистецтв в місті. Але невеличку кількість творів Харабета має і Художній музей.
Загальна кількість художніх творів не перевищує на 2010 рік 2500 одиниць збереження, де переважають графічні твори (головним чином екслібриси), пейзажний живопис та скульптури революційних діячів радянського минулого.
- Триповерхова споруда колишньої митниці (ріг вулиць Георгіївської та Грецької). Використовується як філія навчальних закладів міста.
- Будинок архітектора В. О. Нільсена (вул. Георгіївська, 31). Історичний будинок значно постраждав від пожежі 1943 року і у повоєнний час не був відновлений.
- Будинок (вул. Георгіївська, 37), де у 1896–1898 роках мешкав письменник Серафимович Олександр Серафимович.
- Будинок (вул. Георгіївська, 69), де мешкав чекіст Федоров Андрій Павлович, співпрацівник Фелікса Дзержинського.
- Протитуберкульозний диспансер — історична споруда доби сецесії. Первісно — споруда для консульства Великої Британії в Маріуполі, що функціонувало до 1917 року. У 1943 році споруда постраждала від пожежі. У повоєнний період відремонтоване 1962 року будівельним управлінням № 7 тресту «Ждановжилбуд» за проектом тоді Жданівського відділення Гіпрограда. Згодом у приміщенні розмістили протитуберкульозний диспансер.

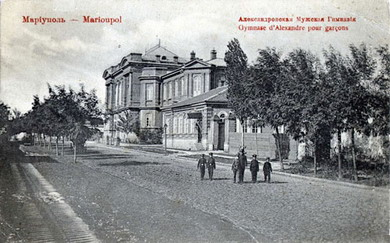
Маріупольська Олександрівська чоловіча гімназія (поштівка початку ХХ століття

- Індустріальний технікум (колишня Маріупольська Олександрівська чоловіча гімназія, вул. Георгіївська, 69) — історична споруда доби сецесії, збудована за проектом архітектора Миколи Толвінського. В колишній Олександрівській гімназії навчались Федоров Андрій Павлович, науковець-генетик, академік ВАСХНІЛ, лауреат Ленінської премії, Герой Соціалістичної Праці Хаджинов Михайло Іванович (1899—1980). В актовій залі гімназії відбувся перший публічний концерт майбутнього оперного співака Михайла Гришка, народного артиста СРСР.[3]
- Споруда колишнього казначейства (вул. Георгіївська, 80) — історична споруда доби сецесії
- Будівля колишнього Центрального управління МВС у м. Маріуполі (вул. Георгіївська, 63). Повністю зруйнована під час протистояння у Маріуполі, залишились лише обгорілі стіни.

## Галерея

Меморіальна таблиця письменнику Серафимовича О. С.
Меморіальна таблиця чекісту Федорову А. П.